# Het Liegebeest
Het Liegebeest is een Vlaamse televisieserie die uitgezonden werd door de BRT van 11 september 1983 tot 11 januari 1987. De serie liep voor 4 seizoenen.
Het figuurtje en het programma werden bedacht door Nele Verschelden. De eerste reeks maakte ze samen met Jan Verroken Jr. en Geert Hoste. Aanvankelijk was het niet enkel een poppenprogramma, maar tevens een compilatieprogramma met gastoptredens van goochelaar Waldo (Jan Verroken Jr.) en pantomime Geert Hoste. Het Liegebeest werd ook opgevoerd in de clownshow Tut en Tat spelen veilig met Geert Hoste.

## Het verhaal
Het Liegebeest is een poppenserie over een groen, slangachtig wezen dat altijd leugens vertelt. Hij woont in een middeleeuws kasteel op Regenboogeiland, een rots die door de lucht vliegt. Zijn kasteelgenoten zijn de vreemdste bewoners:
- Bomma en haar kleinkinderen Fientje en Willem.
- Prins Dikkie, de enige erfgenaam van het eiland.
- Froes, een wetenschapper wiens experimenten meestal mislukken en ontploffen.
- Meneerke is een detective die bezeten is van het idee om Liegebeest te vangen en in de dierentuin te stoppen.
- Drie onbekwame soldaten bewaken het kasteel: Dries (die alleen aan eten denkt), Carolus (die lijdt aan grootheidswaanzin) en Corneel (een vechtlustige zwaardhanterende Spanjaard).
- Augustijn is een zanger die niet kan zingen.
- Kelderman is een klein, groen mannetje dat in de kelder woont met zijn spin Beldertje.
- Pepijn, een goochelaar én de enige mens op het eiland.
- Pompoentje, een in het bos gevonden meisje dat later op het kasteel komt wonen.
- Vlerk, een bonte vogel die rond het kasteel hangt.
- Victor & Victoria, de twee oude koffiepotten die door Froes zijn omgebouwd tot robots.

## Rolverdeling[1]
| Acteur             | Personage                            |
| ------------------ | ------------------------------------ |
| Door Van Boeckel   | Liegebeest (stem) en Corneel (stem)  |
| Sien Eggers        | Fientje (stem) en Willem (stem)      |
| Luk De Visscher    | Prins Dikkie (stem)                  |
| Chris Cauwenberghs | Dries (stem)                         |
| Paul Codde         | Carolus (stem)                       |
| David Davidse      | Augustijn (stem) en Kelderman (stem) |
| Frank Dingenen     | Froes (stem) en Meneerke (stem)      |
| Marleen Merckx     | Pompoen (stem)                       |
| Ilse Uitterlinden  | Bomma (stem)                         |
| Piet van Putten    | Pepijn                               |
| Brit Alen          |                                      |
| Dirk Vermiert      | Vlerk                                |
| Carry Goossens     | Diverse stemmen                      |
| Lieve De Baes      | Poppenspeelster                      |
| Karen De Visscher  | Poppenspeelster                      |

## Seizoenen
| Seizoen | Afleveringen | Uitzendingen                        |
| ------- | ------------ | ----------------------------------- |
| 1       | 17           | 11 september 1983 - 1 januari 1984  |
| 2       | 11           | 30 december 1984 - 10 maart 1984    |
| 3       | 21           | 15 september 1985 - 9 februari 1986 |
| 4       | 17           | 21 september 1986 - 11 januari 1987 |

## Afleveringen

### Seizoen 1 (1983-1984)
| Aflevering (seizoen) | Aflevering (serie) | Titel                     | Uitzenddatum      |
| -------------------- | ------------------ | ------------------------- | ----------------- |
| 1                    | 1                  | Even voorstellen (1)      | 11 september 1983 |
| 2                    | 2                  | Even voorstellen (2)      | 18 september 1983 |
| 3                    | 3                  | Studeren                  | 25 september 1983 |
| 4                    | 4                  | De vrijgezel              | 2 oktober 1983    |
| 5                    | 5                  | De goocheldoos            | 9 oktober 1983    |
| 6                    | 6                  | De dia-avond              | 16 oktober 1983   |
| 7                    | 7                  | De varenplant             | 23 oktober 1983   |
| 8                    | 8                  | 't Is zondag              | 30 oktober 1983   |
| 9                    | 9                  | Ik hou van rommel         | 6 november 1983   |
| 10                   | 10                 | Augustijn gaat weg        | 13 november 1983  |
| 11                   | 11                 | Dag, meneer de vuilnisman | 20 november 1983  |
| 12                   | 12                 | Brieven, overbrieven      | 27 november 1983  |
| 13                   | 13                 | Feeststemming             | 4 december 1983   |
| 14                   | 14                 | Prettig weerzien          | 11 december 1983  |
| 15                   | 15                 | De kaktus                 | 18 december 1983  |
| 16                   | 16                 | Verstoppertje             | 25 december 1983  |
| 17                   | 17                 | Dries wil vermageren      | 1 januari 1984    |

### Seizoen 2 (1984-1985)
| Aflevering (seizoen) | Aflevering (serie) | Titel                        | Uitzenddatum     |
| -------------------- | ------------------ | ---------------------------- | ---------------- |
| 1                    | 18                 | Ik heb een hekel aan jongens | 30 december 1984 |
| 2                    | 19                 | Een doordeweekse dag         | 6 januari 1985   |
| 3                    | 20                 | De zuurpruim                 | 13 januari 1985  |
| 4                    | 21                 | Plagen is plezant            | 20 januari 1985  |
| 5                    | 22                 | Peren stoven                 | 27 januari 1985  |
| 6                    | 23                 | De waterput                  | 3 februari 1985  |
| 7                    | 24                 | De inhuldiging               | 10 februari 1985 |
| 8                    | 25                 | Waar is het Liegebeest       | 17 februari 1985 |
| 9                    | 26                 | Zoeken, zoeken               | 24 februari 1985 |
| 10                   | 27                 | Verliefd                     | 3 maart 1985     |
| 11                   | 28                 | Het ei van Columbus          | 10 maart 1985    |

### Seizoen 3 (1985-1986)
| Aflevering (seizoen) | Aflevering (serie) | Titel                      | Uitzenddatum      |
| -------------------- | ------------------ | -------------------------- | ----------------- |
| 1                    | 29                 | De nationale feestdag      | 15 september 1985 |
| 2                    | 30                 | Verkiezingen               | 22 september 1985 |
| 3                    | 31                 | De vloek van de koning     | 29 september 1985 |
| 4                    | 32                 | Fientje is ziek            | 6 oktober 1985    |
| 5                    | 33                 | Knuffel ontvoerd           | 13 oktober 1985   |
| 6                    | 34                 | Het goede doel             | 20 oktober 1985   |
| 7                    | 35                 | Toverwater                 | 27 oktober 1985   |
| 8                    | 36                 | Groen                      | 3 november 1985   |
| 9                    | 37                 | Jeugdelixer                | 10 november 1985  |
| 10                   | 38                 | Wie is de dader?           | 17 november 1985  |
| 11                   | 39                 | Trompetziekte              | 24 november 1985  |
| 12                   | 40                 | Een hobby voor Dikkie      | 1 december 1985   |
| 13                   | 41                 | Ballen                     | 8 december 1985   |
| 14                   | 42                 | De schat                   | 15 december 1985  |
| 15                   | 43                 | Pompoentje                 | 22 december 1985  |
| 16                   | 44                 | Bedtijd                    | 29 december 1985  |
| 17                   | 45                 | Het vogeltje               | 5 januari 1986    |
| 18                   | 46                 | Meneerke's wens            | 12 januari 1986   |
| 19                   | 47                 | Waar is het Liegebeest (2) | 19 januari 1986   |
| 20                   | 48                 | De jacht is open           | 26 januari 1986   |
| 21                   | 49                 | Met wie trouwt Bomma?      | 2 februari 1986   |
| 22                   | 50                 | Groot worden               | 9 februari 1986   |

### Seizoen 4 (1986-1987)
| Aflevering (seizoen) | Aflevering (serie) | Titel                                   | Uitzenddatum      |
| -------------------- | ------------------ | --------------------------------------- | ----------------- |
| 1                    | 51                 | De keukenmeid                           | 21 september 1986 |
| 2                    | 52                 | De regenboogziekte                      | 28 september 1986 |
| 3                    | 53                 | Het concert                             | 5 oktober 1986    |
| 4                    | 54                 | De schat                                | 12 oktober 1986   |
| 5                    | 55                 | Het kasteel verkocht                    | 19 oktober 1986   |
| 6                    | 56                 | Zomer op het regenboogeiland            | 26 oktober 1986   |
| 7                    | 57                 | Dromen                                  | 2 november 1986   |
| 8                    | 58                 | Lieve Dikkie                            | 9 november 1986   |
| 9                    | 59                 | Dikkie is Dries is Pepijn is Carolus... | 16 november 1986  |
| 10                   | 60                 | Waar komen wij vandaan?                 | 23 november 1986  |
| 11                   | 61                 | Donder, bliksem, regen, mist            | 30 november 1986  |
| 12                   | 62                 | Domme moedige Dikkie                    | 7 december 1986   |
| 13                   | 63                 | Radio Augustino                         | 14 december 1986  |
| 14                   | 64                 | Spinazie                                | 21 december 1986  |
| 15                   | 65                 | De play-back show                       | 28 december 1986  |
| 16                   | 66                 | De tuinkabouters                        | 4 januari 1987    |
| 17                   | 67                 | Dikkie wil meer weten                   | 11 januari 1987   |

## Dvd
De allereerste dvd met het eerste seizoen van Het Liegebeest is in 2010 verschenen. De uitgeverij is Bridge Entertainment Group.
De boxset bevat 3 dvd's met daarop de eerste 28 afleveringen en heeft een speelduur van totaal 425 minuten.

## Trivia
- Het Liegebeest verscheen eerst in De Kinderkrant in de Belgische Libelle
- Het programma was de Belgische opvolger van Sesamstraat
- De eerste poppen werden ontworpen door Jan Verroken Jr.
- De eerste stem van het Liegebeest was die van cabaretier Geert Hoste
- De poppen Dikkie en Fientje werden gemaakt naar de kinderen van de schrijfster Nele Verschelden
- In het programma De jaren stillekes, in de aflevering met Jeroen Meus, ging Steven Van Herreweghe op bezoek bij het Liegebeest. De stem van het Liegebeest werd net als in de reeks gedaan door Door Van Boeckel.
- In het boek 'Laat mij jou het verhaal vertellen', Uitgeverij12, van Geert Hoste wordt de ontstaansgeschiedenis van het programma beschreven.